# Melanitta americana
L'orchetto marino americano (Melanitta americana (Swainson, 1832)) è una grande anatra marina, lunga da 43 a 49 centimetri. Insieme all'orchetto marino, M. nigra, forma il sottogenere Oidemia; le due specie vengono a volte considerate conspecifiche, e in tal caso ci si riferisce all'orchetto nero come a M. nigra americana. Il suo nome francese, usato in alcune parti del suo areale canadese, è macreuse noire (che significa "orchetto nero").

## Descrizione
La femmina adulta pesa in media 980 grammi ed è lunga 45 cm, mentre il maschio adulto si aggira sui 1100 grammi e sui 49 cm di lunghezza. Questa specie è caratterizzata da un grande becco di forma tozza. Il maschio è tutto nero ed ha un becco molto bulboso che, per la maggior parte, è giallo. La femmina è un uccello bruno dalle guance pallide, molto simile alla femmina dell'orchetto comune. Questa è l'unica anatra nera che si possa trovare in America, nonostante la femmina possa essere anche un po' gialla intorno alle narici. Quando questo uccello è in volo, le sue parti inferiori assumono una tonalità argentea.
Questa specie si può facilmente distinguere dagli altri orchetti, ad eccezione di quello comune, per la totale mancanza di bianco nel maschio e per le aree pallide più estese nella femmina.

## Distribuzione
L'orchetto nero si riproduce nell'estremo nord del Nordamerica, dal Labrador e da Terranova alla baia di Hudson sudorientale e all'Alaska. Vive anche sul lato siberiano dello stretto di Bering, ad est del fiume Yana. Sverna un po' più a sud, nelle zone temperate, sulle coste degli USA settentrionali e del Canada, sulla costa pacifica a sud della regione della baia di San Francisco e sulle coste atlantiche e del golfo del Messico, e, in Asia, un po' più a sud, fino alla Cina.
Alcuni uccelli possono trascorrere l'inverno sui Grandi Laghi. Questa specie, molto raramente, può vagabondare fino all'Europa occidentale; al di fuori del proprio areale solo i maschi possono essere identificati con sicurezza, mentre le femmine non vengono identificate.

## Ecologia
Mentre sta migrando o nel periodo di svernamento sulle coste marine questa specie si immerge alla ricerca di crostacei e molluschi; invece, quando nidifica sulle acque dolci si nutre di insetti e delle loro larve, specialmente di tricotteri, di uova di pesce e, più raramente, di vegetali, come l'erba delle anatre. Nei quartieri invernali, in acque costiere particolarmente accoglienti, forma grandi stormi. I membri di questi raggruppamenti sono strettamente uniti e questi uccelli tendono a decollare tutti insieme; nella stagione della nidificazione sono meno socievoli. È stato ipotizzato che in acque costiere questa specie preferisca le insenature più riparate, e possibilmente acque che includono diversi livelli di profondità.
Il nido edificato viene costruito sul suolo, nei pressi del mare, di laghi o fiumi, nelle foreste o nella tundra. Vi vengono deposte 5-7 uova. Ogni uovo pesa 60-74 grammi, l'8% del peso corporeo della femmina. Il periodo di incubazione varia dai 27 ai 31 giorni. Le femmine allevano intensamente i loro piccoli per circa 3 settimane, dopo le quali, anche se non sono ancora capaci di volare, devono nutrirsi da soli.